# Squadra tedesca di Fed Cup
La squadra tedesca di Fed Cup rappresenta la Germania nella Fed Cup, ed è posta sotto l'egida della Deutscher Tennis Bund.
La squadra partecipa alla competizione dal 1963 (la prima edizione della manifestazione) vincendola in due occasioni, nel 1987 (quando ancora era Germania Ovest) e nel 1992, sconfiggendo in finale rispettivamente Stati Uniti e Spagna.
Nel 2010 le tedesche hanno preso parte al Gruppo Mondiale, perdendo però subito la categoria in seguito alle sconfitte contro la Repubblica Ceca nel primo turno e, successivamente, contro la Francia negli spareggi, venendo quindi relegata nel Gruppo Mondiale II.
Nell'edizione del 2011 ottiene nuovamente la promozione nella massima categoria dopo le vittorie contro la Slovenia nel Gruppo Mondiale II, e contro gli Stati Uniti negli spareggi, sommersi con un sonoro 5-0.
Tuttavia, nel 2012, la Germania viene ancora retrocessa al Gruppo Mondiale II dopo le sconfitte contro ceche e australiane, risalendo poi la categoria l'anno successivo. Dopo il saliscendi che ha caratterizzato gli ultimi anni, il 2014 si rivela un anno importante per le tedesche, che conquistano la finale. Il cammino delle ragazze guidate da Barbara Rittner è segnato dalle vittorie esterne contro la Slovacchia nel primo turno e contro l'Australia in semifinale. In entrambe le circostanze Andrea Petković e Angelique Kerber si incaricano di chiudere la contesa nei primi tre incontri di singolare. In finale, tuttavia, lo strapotere della Repubblica Ceca impedisce alla Germania di conquistare quello che sarebbe stato il suo terzo trofeo. Petra Kvitová e Lucie Šafářová infliggono un inoppugnabile 3-0 alle due singolariste tedesche, la cui squadra ottiene comunque il punto dell'onore con il doppio Görges/Lisicki.
In occasione della Fed Cup 2015 la Germania torna a ripetersi nel primo turno, eliminando l'Australia a Stoccarda, rimontando l'iniziale sconfitta di Angelique Kerber contro Jarmila Gajdošová. Al cardiopalm  si rivela essere la semifinale contro le padrone di casa della Russia: le iniziali vittorie di Svetlana Kuznecova e Anastasija Pavljučenkova contro Julia Görges e Sabine Lisicki sembravano mettere le cose in discesa per la Russia. Il secondo giorno, tuttavia, Barbara Rittner decide di schierare le singolariste titolari Petković e Kerber che si rivelano decisamente superiori alle colleghe russe sconfiggendole rispettivamente 6-2 6-1 e 6-1 6-0. Le speranze teutoniche si spengono nel doppio, dove Lisicki/Petković vengono agevolmente superate da Pavljučenkova/Vesnina.
Nel 2016, le tedesche vengono sorprese in casa, a Lipsia, da un'unica giocatrice: la svizzera Belinda Bencic che, aiutata nel doppio dalla veterana Martina Hingis, conquista i 3 punti per la sua nazione. Così se la devono vedere in Romania per rimanere nel Gruppo mondiale I e ci riusciranno perché Simona Halep e compagne non sembrano all'altezza di Angelique Kerber e Andrea Petković che vinceranno senza troppi problemi (4-1).
Il 2017 inizia nel peggiore dei modi: negli USA, a Maui, le tedesche vengono annientate per 4-0, con Petković che perde entrambi i singolari, Julia Görges che si ritira nel secondo set dopo aver perso il primo 6-3 e le doppiste (Laura Siegemund e Carina Witthöft) che si ritirano nel primo set. Negli spareggi per la permanenza nel gruppo mondiale, la Germania affronta l'Ucraina: Görges trascina il gruppo, battendo sia Svitolina (4-6 6-1 6-4) che Curenko (6-4 6-4) mentre la vittoria di Kerber su Curenko (6-1 6-4) solidifica il successo delle tedesche per 3-2, permettendo loro di restare nel Gruppo Mondiale.
Nel 2018, al primo turno affrontano le finaliste in carica della Bielorussia: la Germania si presenza senza Kerber, Görges (ambedue top-10) e la n°3 tedesca Witthöft. Tatjana Maria perde il primo singolare contro la n°2 bielorussa Aryna Sabalenka (6-4 1-6 2-6); a sorpresa, Antonia Lottner (n°149 del mondo) pareggia la situazione, sconfiggendo Sasnovič per 7-5 6-4. Maria porta in vantaggio le tedesche, battendo Vera Lapko per 6-0 al terzo; Lottner cede poi a Sabalenka (3-6 7-5 2-6), rimandando al doppio l'esito finale della sfida: Anna-Lena Grönefeld e Tatjana Maria si impongono su Sabalenka/Marozava in tre set, guadagnandosi l'accesso in semifinale, la prima dal 2015. Nel penultimo atto, la nazionale tedesca viene sconfitta per 4-1 dalla Repubblica Ceca di Kvitová e Plíšková, che poi vinceranno il titolo.
Nel 2019, la Germania ritrova nuovamente la Bielorussia al primo turno: come l'anno prima, il team bielorusso schiera Aryna Sabalenka e Aljaksandra Sasnovič mentre le tedesche si presentano nuovamente senza Kerber e Görges. Tatjana Maria perde il primo singolare contro Sasnovič mentre Sabelenka lascia tre giochi a Petković. Nella seconda giornata, Sabalenka chiude la pratica qualificazione, battendo Anna-Lena Grönefeld con un netto 6-1 6-1; le tedesche cedono anche nel doppio, chiudendo la sfida per 0-4 e dovendo affrontare i play-off per rimanere nel Gruppo Mondiale; nella circostanza, sfidano la Lettonia: Petković vince contro pronostico su Ostapenko (7-5 6-4) mentre Görges ritorna e batte in tre set Diāna Marcinkēviča, portando la Germania sul 2-0. Nella seconda giornata, Mona Barthel chiude la pratica, sconfiggendo Ostapenko per 6-4 6-3;
Nel 2020, la Fed Cup cambia formato, trasformandosi nella Billie Jean King Cup: le nazionali che erano previste per il gruppo mondiale 2020, devono sostenere un turno di qualificazione. La Germania si scontra con il Brasile per accedere alle fasi finali: in 4 match, le tedesche non perdono nemmeno un set e chiudono 4-0. A causa del COVID-19, le fasi finali si disputano nel novembre 2021: nel girone D, le tedesche perdono sia il match con la Repubblica Ceca (1-2) che quello con la Svizzera (0-2), non qualificandosi per la semifinale.
Nel 2022, le tedesche tentano la qualificazione per le fasi finali sfidando a Nur-Sultan il Kazakistan: Kerber viene sorprendentemente sconfitta nel match d'esordio da Putinceva (6-3 3-6 2-6) mentre Siegemund racimola solo un game contro Elena Rybakina. Nel terzo scontro, Kerber si arrende anche a Rybakina, consegnando alle kazake la qualificazione per le fasi finali di Glasgow. La Germania si trova così costretta a disputare i play-off per non retrocedere nei gruppi zonali: nel tie contro la Croazia, le tedesche superano per 3-1 le avversarie, riuscendo a garantirsi la possibilità, per il 2023, di provare a entrare nella fase finale della competizione.
Nel 2023, la squadra tedesca supera per 3-1 il Brasile, riuscendo a qualificarsi per le fasi finali della competizione a Siviglia. A novembre, le tedesche vengono inserite nel gruppo D con Francia e Italia: nel primo tie contro le azzurre, la Germania viene sconfitta per 3-0; anche la seconda sfida non porta in dote alcun punto il team guidato da Rainer Schüttler, che cede per 3-0 alle transalpine. Le tedesche chiudono il girone al terzo posto, venendo così eliminate.

## Risultati
= Incontro del Gruppo Mondiale

### 2010-2019
| Anno | Turno                       | Data           | Sede                  | Avversario  | Punteggio | Esito     |
| ---- | --------------------------- | -------------- | --------------------- | ----------- | --------- | --------- |
| 2010 | Gruppo Mondiale, 1º turno   | 6-7 febbraio   | Brno (CZE)            | Rep. Ceca   | 2 – 3     | Sconfitta |
| 2010 | Spareggi Gruppo Mondiale    | 24-25 aprile   | Francoforte s/M (GER) | Francia     | 2 – 3     | Sconfitta |
| 2011 | Gruppo Mondiale II          | 5-6 febbraio   | Maribor (SLO)         | Slovenia    | 4 – 1     | Vittoria  |
| 2011 | Spareggi Gruppo Mondiale    | 16-17 aprile   | Stoccarda (GER)       | Stati Uniti | 5 – 0     | Vittoria  |
| 2012 | Gruppo Mondiale, 1º turno   | 4-5 febbraio   | Stoccarda (GER)       | Rep. Ceca   | 1 – 4     | Sconfitta |
| 2012 | Spareggi Gruppo Mondiale    | 21-22 aprile   | Stoccarda (GER)       | Australia   | 2 – 3     | Sconfitta |
| 2013 | Gruppo Mondiale II          | 9-10 febbraio  | Limoges (FRA)         | Francia     | 3 – 1     | Vittoria  |
| 2013 | Spareggi Gruppo Mondiale    | 20-21 aprile   | Stoccarda (GER)       | Serbia      | 3 – 2     | Vittoria  |
| 2014 | Gruppo Mondiale, 1º turno   | 8-9 febbraio   | Bratislava (SVK)      | Germania    | 3 – 1     | Vittoria  |
| 2014 | Gruppo Mondiale, Semifinali | 19-20 aprile   | Brisbane (AUS)        | Australia   | 3 – 1     | Vittoria  |
| 2014 | Gruppo Mondiale, Finale     | 8-9 novembre   | Praga (CZE)           | Rep. Ceca   | 1 – 3     | Sconfitta |
| 2015 | Gruppo Mondiale, 1º turno   | 7-8 febbraio   | Stoccarda (GER)       | Australia   | 4 – 1     | Vittoria  |
| 2015 | Gruppo Mondiale, Semifinali | 18-19 aprile   | Soči (RUS)            | Russia      | 2 – 3     | Sconfitta |
| 2016 | Gruppo Mondiale, 1º turno   | 6-7 febbraio   | Lipsia (GER)          | Svizzera    | 2 – 3     | Sconfitta |
| 2016 | Spareggi Gruppo Mondiale    | 16-17 aprile   | Cluj-Napoca (ROM)     | Romania     | 4 – 1     | Vittoria  |
| 2017 | Gruppo Mondiale, 1º turno   | 11-12 febbraio | Maui (USA)            | Stati Uniti | 0 – 4     | Sconfitta |
| 2017 | Spareggi Gruppo Mondiale    | 18-19 aprile   | (GER)                 | Ucraina     | –         |           |